# Jon Ander Lambea
Jon Ander Lambea Aranguiz (Bilbao, España, 15 de agosto de 1973) es un entrenador y exfutbolista español que se desempeñaba como lateral izquierdo. 
El 22 de octubre de 1992 debutó, en partido de Copa, con el Athletic Club siendo derrotados por el Xerez. El 28 de abril de 1993 debutó como internacional sub-21.
Fue entrenador de la Sociedad Deportiva Leioa, club vasco de Segunda División B, durante tres temporadas.

## Clubes
| Club            | País   | Año       |
| --------------- | ------ | --------- |
| Bilbao Athletic | España | 1992-1996 |
| Athletic Club   | España | 1992-1996 |
| U. D. Almería   | España | 1996-1998 |
| C. D. Ourense   | España | 1998-2000 |
| C. D. Leganés   | España | 2000-2003 |
| S. D. Eibar     | España | 2003-2004 |
| U. D. Almería   | España | 2004-2005 |
| Zalla U. C.     | España | 2005-2006 |